# گمینا سووپیا (شهرستان یندژیوف)
گمینا سووپیا (شهرستان یندژیوف) (به لهستانی:  Gmina Słupia) یک گمینا در لهستان است که در شهرستان یندژیوف واقع شده‌است. گمینا سووپیا ۱۰۷٫۸۸ کیلومتر مربع مساحت و ۴٬۶۰۶ نفر جمعیت دارد.